# مرد گرگ‌نما (فیلم ۱۹۴۱)
مرد گرگ‌نما (انگلیسی: The Wolf Man) یک فیلم درام ترسناک به کارگردانی جرج وگنر است که در سال ۱۹۴۱ منتشر شد.
شخصیت اصلی به نمایش درآمده در این فیلم، تأثیر به‌سزایی در به تصویر کشیدن افسانهٔ گرگینه در سینمای هالیوود در آینده داشت.
«مرد گرگ‌نما» تنها شخصیت شرور و منفی خلق‌شده توسط یونیورسال استودیوز بود که فقط یک بازیگر، نقش آن را در تمام فیلم‌ها و دنباله‌های آن در دههٔ ۴۰ میلادی ایفا نمود و لان چینی بابت این موضوع بسیار خشنود بود و در مصاحبه‌هایش بارها عنوان نمود که «[این شخصیت مثلِ] بچهٔ خودم بود».
«مرد گرگ‌نما» یکی از سه شخصیت منفی برجستهٔ خلق‌شده توسط یونیورسال استودیوز است که از یک کتاب یا داستان اقتباس نشده است.

## بازیگران
- لان چینی
- کلود رینس
- وارن ویلیام
- رالف بلامی
- بلا لاگوسی
- ماریا اوسپنسکایا
- ایولین انکرز
- جوزف مایکل کریگن
- فورستر هاروی
- دوریس لوید
- پاتریک نولز

## جوایز و افتخارات
بنیاد فیلم آمریکا این فیلم را نامزد ورود به سه فهرستِ خود نمود:
- ۱۰۰ سال موسیقی متن به انتخاب بفا[۳]
- ۱۰۰ سال... ۱۰۰ قهرمان و شرور به انتخاب بفا[۴]
- ۱۰۰ سال... ۱۰۰ هیجان به انتخاب بفا[۵]